# 盛寅
盛寅（1375年—1441年），字啟東，號退菴，南直隸蘇州府吳江縣人，明朝醫學家。

## 生平
來自平江盛氏家族。早年習科舉，後棄儒學醫於王賓，是戴元禮的再傳弟子。永樂初年為醫學正科，曾為明成祖治癒，名揚朝野，授太醫院御醫。太子妃經期不至，眾說是懷孕，盛寅卻說是血疾，用破血劑，“已而血大下，病旋愈。”。正統六年（1441年）卒。著有《醫經秘旨》二卷。

## 延伸阅读
[在维基数据编辑]
 《國朝獻徵錄·卷之七十八》，出自焦竑《國朝獻徵錄》
 《明史卷二百九十九》，出自《明史》
 在维基共享资源阅览影像